# Cratere Hilbert
Hilbert è un grande cratere lunare di 173,24 km situato nella parte sud-occidentale della faccia nascosta della Luna.
Il cratere è dedicato al matematico tedesco David Hilbert.

## Crateri correlati
Alcuni crateri minori situati in prossimità di Hilbert sono convenzionalmente identificati, sulle mappe lunari, attraverso una lettera associata al nome.
| Hilbert | Coordinate             | Diametro (in km) |
| ------- | ---------------------- | ---------------- |
| A       | 16°10′48″S 109°03′36″E | 10,28            |
| E       | 16°35′24″S 112°17′24″E | 48,73            |
| G       | 18°45′S 114°12′E       | 47,11            |
| H       | 18°25′48″S 109°51′36″E | 14,69            |
| L       | 21°08′24″S 109°06′36″E | 32,59            |
| S       | 18°18′36″S 106°05′24″E | 11,16            |
| W       | 17°19′12″S 107°54′00″E | 19,25            |
| Y       | 15°51′00″S 107°46′48″E | 24,95            |